# NGC 1996
NGC 1996 é um asterismo na direção da constelação de Taurus. O objeto foi descoberto pelo astrônomo William Herschel em 1785, usando um telescópio refletor com abertura de 18,6 polegadas. 